# Степной (Урюпинский район)
Степной — хутор в Урюпинском районе Волгоградской области России, в составе Краснянского сельского поселения.
Население — 11 (2010)

## История
Основан не позднее 1945 года (в списках населенных пунктов Урюпинского района значится с 1945 года).

## География
Хутор находится в степной местности, в пределах Хопёрско-Бузулукской равнины, являющейся южным окончанием Окско-Донской низменности, при вершине балки Тюремная. Центр хутора расположен на высоте около 135 метров над уровнем моря. Со всех сторон хутор окружён полями. Почвы — чернозёмы обыкновенные.
В 600 м севернее хутор проходит автодорога Урюпинск - Красный. По автомобильным дорогам расстояние до областного центра города Волгоград составляет 350 км, до районного центра города Урюпинска - 18 км, до административного центра сельского поселения хутора Красный - 7 км.
Часовой пояс
Степной, как и вся Волгоградская область, находится в часовой зоне МСК (московское время). Смещение применяемого времени относительно UTC составляет +3:00.

## Население
Динамика численности населения по годам:
| 1987 | 2002 |
| ---- | ---- |
| ≈70  | 4    |

| 2010 |
| ---- |
| 11   |